# Santa Ana (Valle Grande)
Santa Ana is een plaats in het Argentijnse bestuurlijke gebied Valle Grande in de provincie Jujuy. De plaats telt 684 inwoners.